# Opsamates flabellicornis
Opsamates flabellicornis là một loài bọ cánh cứng trong họ Cerambycidae.